# Margarete Lanner
Margarete Lanner (née le 17 février 1896 à Hambourg et morte en 1981 à Vienne) est une actrice allemande.

## Filmographie partielle
- 1920 : Colombine de Martin Hartwig
- 1923 : Jimmy, ein Schicksal von Mensch und Tier de Jaap Speyer
- 1926 : Der Jüngling aus der Konfektion de Richard Löwenbein
- 1927 : Metropolis de Fritz Lang (non créditée)
- 1927 : Die Hochstaplerin de Martin Berger
- 1928 : Das Fräulein von Kasse 12 d'Erich Schönfelder
- 1936 : Die Stunde der Versuchung de Paul Wegener
- 1936 : Ein Lied klagt an de Georg Zoch